# Huajiangxiang (ort i Kina, Hunan Sheng, lat 25,05, long 111,69)
Huajiangxiang (kinesiska: 花江乡) är en ort i Kina. Den ligger i provinsen Hunan, i den södra delen av landet, omkring 370 kilometer söder om provinshuvudstaden Changsha. Antalet invånare är 6 106. Befolkningen består av 3 124 kvinnor och 2 982 män. Barn under 15 år utgör 23,0 %, vuxna 15-64 år 67 %, och äldre över 65 år 9,0 %.
Runt Huajiangxiang är det ganska tätbefolkat, med 144 invånare per kvadratkilometer. Närmaste större samhälle är Dongtian, 11,9 km norr om Huajiangxiang. I omgivningarna runt Huajiangxiang växer huvudsakligen savannskog.
Genomsnittlig årsnederbörd är 2 143 millimeter. Den regnigaste månaden är juni, med i genomsnitt 327 mm nederbörd, och den torraste är oktober, med 46 mm nederbörd.